# Weinmannia furfuracea
Weinmannia furfuracea är en tvåhjärtbladig växtart som beskrevs av H.C. Hopkins. Weinmannia furfuracea ingår i släktet Weinmannia och familjen Cunoniaceae. Inga underarter finns listade i Catalogue of Life.